# 昆古
昆古（法語：Koungou，法語發音：[kuŋɡu]）是法国海外省马约特的一个市镇，是仅次于首府马穆楚的马约特第二大市镇。

## 地理
昆古（12°44'6"S, 45°12'13"E）面积28.43 平方千米，位于法国海外省马约特。
与昆古接壤的市镇（或旧市镇、城区）包括：邦德拉布阿、马穆楚、钦戈尼。
昆古的时区为UTC+03:00。

## 行政
昆古的邮政编码为97600，INSEE市镇编码为97610。

## 政治
昆古所属的省级选区为邦德拉布阿县、昆古县，同时昆古也是昆古县的中央投票站所在地。

## 人口
昆古于2017时的人口数量为32156人。